# Gheorghe Gh. Simionescu
Gheorghe Gh. Simionescu (n. 21 iulie/2 august 1895, Pietroșița, România – d. 27 martie 1992, Pietroșița, Dâmbovița, România), intrat în legenda plaiurilor dâmbovițene drept Popa Gică din Joseni, a fost un preot ortodox român din Pietroșița, județul Dâmbovița, România. A fost al șaptelea preot ortodox din tată în fiu, șir de slujitori ce a acoperit circa 200 din istoria de 250 de ani a Bisericii noi (de piatră și cărămidă, premieră în secolul al XVIII-lea) din cartierul Joseni/Pietroșița.

## Primii ani, studiile primare și seminariale
A fost mezinul din 6 copii ai Preotului Gheorghe Simionescu (popa Ghiță), decedat în mai 1918, și al Mariei preoteasa din Bezdead, decedată în iunie 1917. A făcut școala primară în Pietroșița în 1902 – 1906 și Seminarul teologic “Mitropolit Nifon” din București în 1906 – 1914.

## Războiul cel Mare. Căsătoria și preoțirea
Între 1916 și 1918 a fost mobilizat ca sanitar pe frontul de luptă cu Germania, iar după Pacea de la Buftea din mai 1918 ce declara Regatul Român învins (provizoriu) de Puterile Centrale, a revenit acasă, găsindu-și tatăl în comă, bolnav de tifos exantematic în carantină cu jandarmi la poartă, murind apoi la câteva zile, după ce-și pierduse și mama cu un an înainte. Deși planul era să studieze medicina conform experienței de pe front, enoriașii în frunte cu Nicolae C. Enescu, nașul familiei, l-au convins să rămână preot în locul tatălui, pentru că Nicolae fratele cel mare, elev la Seminar, murise de pnemonie cu câțiva ani înainte. Devine astfel al 7-lea într-un șir de preoți din tată în fiu (sunt pomeniți Popa Dobre, Ion preotul, alt Ion – socrul lui Radu Vătaful – ctitor al Bisericii, Gheorghe, Simion preotul – devenit Simionescu prin 1850 când s-au introdus cărțile de identitate, în sfârșit popa Ghiță Simionescu tatăl) . Pentru a se putea hirotoni, s-a căsătorit civil la Doicești pe 26 august cu Virginia Enescu (unire prin strădania rubedeniilor, dar binecuvântată prin urmarile sale), apoi religios pe 5 septembrie, „intrând în pâine” pe 1octombrie 1918 ca preot la Biserica “Adormirea Maicii Domnului” parohia I - Pietroșița, (adică pe 14 octombrie stil nou, în anul Marii Unirii).

## Activitatea pastorală. Studiile universitare
În primii ani de pastorat a asigurat interimatul preoțesc la Bisericile de pe Luncă și din satul Valea Țâții. După căsătorie, deși familia i s-a înmulțit cu cei cinci copii, și-a desăvârșit studiile între anii 1931 – 1937 la Facultatea de Teologie - fără frecvență din Cernăuți (de acum în România Mare)
Pentru osârdia pastorală, a fost distins de către patriarhul Nicodim Munteanu în 1942 cu “Brâul albastru” cuvenit preoților sachelari, cu „Crucea Patriarhală” de Justinian Marina în 1968 și cu “Brâul roșu” ce onorează preoții iconomi-stavrofori de Justin Moisescu. 
A slujit ca paroh până în ianuarie 1983, când s-a pensionat după 65 ani (cartea de muncă cea mai voluminoasă din România), funcționând apoi ca înbisericit pe lângă succesorul și urmașul său vrednic în toate Pr. Prot. Eugen Popescu, fiul Părintelui Victor din Bezdead. A decedat în martie 1992 la 97 de ani, lăsând în urmă o viață, o duhovnicie, o operă cultural-artistică și o coeziune comunitară intrate în istoria locală și națională.

## Activitatea civică și culturală
Dincolo de misiunea pastorală, Popa Gică a inițiat Renașterea socio-culturală Pietroșiței interbelice  care, fără fractura comunistă, ar fi ajuns cu siguranță frunte spiritual-culturală între comunele Munteniei. Iată câteva din activitățile sale prodigioase (în ordine cronologică):
- Consilier al Băncii Populare „Brazi” ce a ființat 1904-48, acordând credite ieftine nevoiașilor;
- Președinte la Cooperativei de consum „Sf Ioan Botezatorul” (1919 – 1948);
- Inițiator și Președinte al Societății Cultural-Sportive „Pietroșița” (februarie 1931);
- Director al Căminului Cultural (1925-1945) în care a format Corul mixt (numeroase premii, între care este documentat podiumul la concursul național dela Curtea de  Argeș și locul I la concursul județean din iunie 1942)[1] și formația de teatru amator (acestea au funcționat în parte și sub comuniști), sumând câteva zeci de persoane cu care a organizat excursii anuale în țară pentru schimb de experiență (ultima în 1939) [4]; acțiuni artistice vestite de Crăciun (colinde) sau alte sărbători religioase sau laice, ajutat de prezenta fizica impunatoare [5], secondat întru toate de renumitul cântăreț (dascăl) Vasile Mărculescu; partea majoră din încasările anilor 20 au mers în cele ce urmează;
- Lider al grupului de inițiativă pentru clădirea unui local propriu al Căminului Cultural (vechi) „Regele Carol II” (1931-32);
- Fondator al Muzeului Bisericii Joseni, înzestrată cu volume prețioase sec. XVII – XIX, dintre care cele mai importante 25 au fost confiscate de emisarii noii puteri „din motive de securitate”; a îngrijit după puteri clădirea Bisericii, a întreprins primele explorări pentru restaurarea picturii brâncovenești – vis al său împlinit după Revoluție de Pr. Eugen Popescu și Fundația Ruralia în 2001[6];
- Fruntaș țărănist local, de cea mai pură orientare altruistă conform preceptelor evanghelice, a fost ales deputat în noiembrie 1946, ceea ce i-a adus din partea puterii comuniste arestarea, după urmărire prin munți, în iulie 1947 și încarcerare la Pitești, de unde eforturile Preotesei Virginia (ajutate desigur de țuica și burduful de Pietroșița transmise mai marilor zilei) l-au adus acasă, minune, după numai 4 luni[7][8].

## Familie și urmași
Alături de Popa Gică la bine, dar mai ales la rău, Virginia a fost nu numai motorul practic (contabalansând idealismul don-quijotesc al soțului) al unei familii numeroase cu copii (Mariana, Magdalena, Gheorghe, Aurelia și Mircea) ce au absolvit cu toții studii superioare, ci și un exemplu de strădanie și izbândă pentru femeile pietroșițene. Prin casa sa, acum monument istoric renovat în 2003, au trecut Nicolae Iorga, Dimitrie Gusti, Dorin Pavel – făuritori de cultură, știință și civilizație românească ce îi vor fi inspirat copiii. 

## Moștenirea spirituală
Pe acest fond biografic, nu este astfel de mirare, că după revoluție Prof. dr. Radu Negoescu, nepot după fiica cea mai mare Mariana, a stăruit pentru o stradă și a înființat o Bibliotecă Memorială ce-i poartă numele în 1997 , însfârșit a organizat prima ediție a “Zilelor Pietroșiței Preot Gh. Gh. Simionescu” în 1999 ce a precedat înființarea Fundației Renașterea Pietroșiței Ruralia , datorată de asemenea devoțiunii unor Eugeniu Rotaru, Nicolae Posta, George Lupu, Mitică Vărzaru și a doamnelor inimoase ce au însoțit apoi Ruralia de 20 de ani încoace, precum Lucreția Mărculescu și  Coca Bucur. 

## Concluzii
Evocarea cea mai pertinentă a personalitătii Popii Gică aparține inginerului și poetului Ion Enescu-Pietroșița (căruia Fundația Ruralia i-a sfințit placa memorială pe 13 octombrie 2018 la editia XX-a Zilelor Pietroșiței) ce scria în 2003 astfel: "Cu chipul îngândurat și majestos/  Cu vocea caldă și baritonală,/ Slujit-a la Biserica de Jos,/ Un om cu-o viață pură, spirituală// Blajin, dispus să dea oricui povață,/ A înfruntat restricții fără frică!/ Parcă îl văd, parcă îl am în față,/ Mereu, mereu, pe-al nostru Popă Gică!// Nu pot să uit și-am să te port cu mine,/ Acolo unde pașii mă vor duce,/ Atât la rău, cât și la bine,/ Cu tine’n gând voi ‘ngenuchea la Sfânta Cruce!"